# My Major Company Books
My Major Company Books (MMC Books) était un système de financement collaboratif appliqué à l'édition littéraire, issu de l'association entre le label participatif My Major Company et la maison d'édition XO éditions.
Cette filiale du label My Major Company fermera faute de rentabilité, en 2012, à l'occasion de la restructuration de la société.

## Présentation
L'entreprise My Major Company décide en 2010 de diversifier son activité en adaptant le système de financement collaboratif sur internet à l'édition.
Bernard Fixot, fondateur de XO éditions, décide de s'associer à ce projet qui devient My Major Company Books le 27 mai 2010, dans l’objectif d’aller à la rencontre des lecteurs de plus en plus présents sur internet.
Le site propose aux internautes de cofinancer les 20 000 euros requis pour l'édition du livre d'un auteur, la mise minimale étant de 10 euros. Une fois cette somme atteinte, l'édition et la diffusion des ouvrages est assurée par XO éditions, chaque livre étant édité à hauteur d'au moins 10 000 exemplaires.
Les internautes-éditeurs se partageront 25 % des revenus nets générés en librairie et toucheront 5 % des recettes nettes sur les cessions de droit (poche, étranger, cinéma, etc.). Ils sont informés et sollicités par My Major Company Books à chaque étape importante du développement du projet, comme pour le choix de la couverture du livre.

## Liste des auteurs édités par My Major Company Books
- Elena Klein, Cendrillon à Hollywood - Paru en 2010

Ventes : 4 684 livres.
Rétribution internaute : 9,71 euro pour un investissement de 10 euros.
- Al Coriana, No Life - Paru en 2010

Ventes : 1 830 livres
Rétribution internaute : 3,51 euro pour un investissement de 10 euros
- Erik Wietzel, Ne cherche pas à savoir - Paru en 2010

Ventes : 4 634 livres
Rétribution internaute : 9,57 euro pour un investissement de 10 euros
- Xavier Müller, Dans la peau d'un autre - Paru 2011

Ventes : 2 049 livres
Rétribution internaute : 6,91 euro pour un investissement de 10 euros
- Christian Cazalot & Eric Cazalot, Come Back - Paru 2011

Ventes : 1 529 livres
Rétribution internaute : 5,59 euro pour un investissement de 10 euros
- Shaké Mouradian, Jude.R - Paru en 2011

Ventes : 1 718 livres
Rétribution internaute : 6,38 euro pour un investissement de 10 euros